# Bad Bertrich
Bad Bertrich is een plaats in de Duitse deelstaat Rijnland-Palts, en maakt deel uit van de Landkreis Cochem-Zell.
Bad Bertrich telt 1.024 inwoners. De gemeente is een bekend kuuroord.
De eerste vermelding van Bad Bertrich is in 1097 door de aartsbisschop van Trier. Het gebied was daarvoor al bekend bij de romeinen welke in de Moezel verbleven. In 1476 werd het plaatsje een officieel kuuroord en de naam Bad in Bad Bertrich geeft aan dat de plaats een officieel kuuroord is. In 1787 liet Keurvorst Clemens Wenzeslaus uit Trier er een luisterrijk kuurslot met park aanleggen.

## Bestuur
De plaats is een Ortsgemeinde en maakt deel uit van de Verbandsgemeinde Ulmen.